# 카롤루스 이우니오르
카롤루스 이우니오르(라틴어: Carolus Iunior, 영어: Charles the Younger, 독일어: Karl der Jüngere, 프랑스어: Charles le Jeune, 772년경 – 811년 12월 4일)는 카롤루스 대제의 차남이다. 이우니오르란 아버지 카롤루스와 구분하기 위해 붙은 "젊은"이라는 뜻의 수식어로 "소 카롤루스"라고 번역할 수 있다. 따라서 동프랑크의 샤를 2세 또는 소 샤를(Charle II, Karl II, Karl the Younger), 인겔하임의 샤를(Charles of Ingelheim) 등으로도 불린다. 잉겔하임(잉겔하임암라인)의 공작, 케노마니니(맨) 공작에 임명되었다가 카롤루스 대제가 그의 프랑크 왕국을 아들들에게 나누어 줄 때 카롤루스를 프랑크인의 왕으로 임명하면서 부왕의 후계자 겸 공동통치자로 지명되었지만 부왕보다 3년 앞서 사망한다.
그는 어려서부터 아버지 카롤루스의 원정에 동행하였으며 작센 족의 토벌에 주로 출정하였고, 그밖에 각지의 반란 토벌에 독자적으로 파견되기도 하였다. 780년에는 잉겔하임 공작에 임명되었고, 788년에는 네우스트리아의 왕, 790년에는 작센과 프랑켄의 왕이 되어 통치권을 위임받았다. 800년에는 아버지 카롤루스가 로마에서 서로마 황제로 축성될 때, 그도 교황 레오 3세에 의해 함께 축성받고 프랑크 왕국의 공동 국왕으로 축성되었다. 811년 12월 바이에른을 순찰하던 도중 뇌졸중으로 죽었다.

## 생애

### 젊은 시절
카롤루스 이우니오르는 카롤루스 대제와 그의 세 번째 정비인 히스파니아와 알레만니아의 백작 빈츠가우의 게롤드와의 엠므 폰 알레만니아의 딸 히스파니아의 힐데가르트의 아들이었다. 바이에른의 베이언 근처 혹은 라인란트 근처에서 태어났다. 출생년대는 불분명하여 772년생 설과 773년생 설이 있고, 생일은 불분명하다. 일설에는 771년 출생 설도 있다. 그러나 형 피피노 카를로만과는 쌍둥이 형제는 아니며, 태어난 연대는 다르다고 인정된다. 이복 형 곱사등이 피핀 4세가 있었고, 친동생으로 쌍둥이 형제인 경건자 루트비히와 로타르 형제가 태어나지만, 로타르는 2세 때 사망한다.
피피노 카를로마누스의 동생이라는 설과, 피피노의 형이라는 설이 있다. 히스파니아의 힐데가르트 소생 첫째 아들이라는 설, 둘째 아들이라는 설이 있다.
카롤루스 이우니오르의 초기 행적은 알려진 것이 없다. 일찍이 그는 잉겔하임(Ingelhaim)의 공작에 피봉되었다. 그의 배다른형이자 카를대제의 장남 곱사등이 피핀은 상속권을 박탈당했다. 781년 로마에서 교황의 축성과 함께 동복형이자 카를대제의 차남 피핀 카를로만은 랑고바르드를, 동복동생이자 카를 대제의 6남 루트비히 경건왕은 아키텐을 각각 영지로 분봉 받았다. 이때 왕에 임명되지 못한 그는 잉겔하임 공작과 케노노마니 공작에 임명되었다. 한편 780년 그의 이복 형인 곱사등이 피핀은 왕세자 자리에서 폐출당하였다.
이때까지도 그의 상속권, 영지에 대한 계획, 결정은 미정이었다. 그런데 이복 형 꼽추 피피노는 792년 아버지 샤를마뉴의 결정에 불만을 품고 반란을 일으켰다가 진압된다. 같은 해 베네벤토 공작 그리모알드 3세가 반란을 일으켰다가 진압되면서 꼽추 피피노는  792년 프륌 수도원에 감금당한다. 이후 그는 제국의 일부 지역의 분봉왕으로 고려된다.
그의 유년시절과 건강 상태에 대한 기록은 전하지 않는다. 아인하르트의 카를 대제 전기 중 784년의 기록에 처음으로 그의 이름이 나타난다.

### 출정과 네우스트리아의 왕
782년부터 그는 아버지 카롤루스의 작센 족 원정에 동행하여 여러 번 출정하였다. 783년 작센 족이 반란을 일으키자 진압에 소년으로 출전했고, 784년 카롤루스가 작센 족을 정벌할 때 역시 소년으로 출정에 참여, 카롤루스가 작센 족을 정벌할 동안 그는 에레스부르크에 본진을 설치, 기병 군사를 일부 이끌고 튀링겐으로 이동했다가 베스트팔렌에 주둔하고 있었다. 이때 그는 기병대를 이끌고 드라인가우(Dreingau)에서 작센 족과 교전하기도 했다.
그 해의 원정에서 카롤루스의 군대가 승리를 거두자 개선장군의 한 사람으로 보름스로 돌아왔다. 그해 말 에레스부르크 또는 에르네스푸르트에 체류하였다. 아버지 카롤루스는 작센 족으로 구성된 부대를 하나 창설하고, 그에게 지휘권을 맡겼다. 784년 작센 족과의 전투에서 대승을 거둔 후, 그해 12월 크리스마스와 연말을 에레스부르크(Eresburg)에 체류하였다. 785년까지 소 카롤루스는 작센에 체류하였고, 작센 부족 공작 비두킨트와 작센 족 지도자들을 이끌고 아팅기에로 와서 그리스도교 세례를 받게 했다. 이후로도 작센 족은 개종을 거부하거나 수시로 반란을 기도했고, 소 카롤루스는 종종 작센 족 원정에 파견되었다.
788년 네우스트리아의 분봉왕에 임명되었다.

### 혼담 무산과 갈등
789년 잉글랜드의 메르시아(Mercia) 왕국의 왕 오파(Offa)의 딸 엘프리이에드(Ælfflæd)와 혼담이 오갔다. 그러나 카롤루스 대제와 오파 사이의 다툼으로 인해 결혼 약속은 없던 것으로 됐다. 부왕 샤를마뉴는 메르시아의 오파에게 오파의 딸 엘프리이에드(Ælfflæd)가 자신의 아들 청년 샤를과 결혼해야 한다고 제안하자, 오파는 오히려 자신의 아들 에그프리드(Ecgfrith)가 카롤루스의 딸 베르타(Bertha)와 결혼했으면 좋겠다고 역제안으로 답하였다. 나중에 오파는 샤를마뉴의 딸 베르타가 자신의 아들 에그프리드와 먼저 결혼하면 샤를마뉴의 제안, 오파의 딸 엘프리이에드와 청년 카롤루스의 결혼을 진행하겠다고 답했다. 혼담은 협의점을 보지 못하고 시간을 끌다가 감정 대립으로 이어졌다.
결국 일시적으로 머시아와 프랑크 왕국 사이의 교역이 중단되기도 했다. 카롤루스 대제와 오파 사이의 무역 협정은 796년에 가서야 재개되었다. 한편 이 일로 소 카롤루스는 메르시아의 오파에게 탄압을 받던 웨섹스의 왕 에그버트가 망명하자 자신의 영지에 숨겨주고, 오파의 사망 이후 802년 되돌아갈 때까지 에그버트를 보호하였다. 그의 혼담 문제로 생긴 갈등은 796년에 가서야 프랑크 왕국과 머시아 왕국 간의 무역 조약 체결로 어느정도 완화되었다.

### 동프랑크의 군주와 공동 통치자
790년 그는 아버지에 의해 프랑코니아와 네우스트리아, 작센의 왕에 봉해져 프랑코니아와 네우스트리아, 작센의 통치를 위임받았고, 바로 분국 정부를 설치했다. 그해 케노마니니쿠스 공국(ducatus Cenomannicus, 후일의 메인 공국)를 설치하고 두카툭스 케노마니쿠스(ducatus Cenomannicus)에 임명, 케노마니니쿠스 공작직을 겸임하였다. 그러나 카롤루스 대제는 그에게 영지를 주기를 주저했는데, 그가 성년이긴 하지만 미혼이고 정식 상속자가 없는 것이 그 이유였다.
이후 청년 카롤루스는 대부분 자신의 영지와 국경을 공유하고 있으며 여러번 반란을 일으키거나 네우스트리아 변방을 공격한 브르타뉴인 공략에 몰두했지만 여러 차례 색슨족의 반란 토벌에 파견되기도 했다.
792년 이복 형 곱추 피핀 4세가 프륌 수도원에 감금되었다. 그 해의 어느 시점에 샤를은 왕위 계승자로 공개 선포되었다.
799년에는 아버지 카롤루스가 파더보른의 제국 의회에 참석할 때, 소 카롤루스는 소수의 군사와 함께 작센의 바덴가우에서 일어난 반란을 진압하는데 파견되었다. 그해 청년 카롤루스는 파도보른의 상황을 안정시키기 위해 군대의 절반과 함께 이 지역에 체류하였다.
800년 아버지 카롤루스에 의해 후계자 겸 공동 통치자로 선언되었다. 800년 12월 25일 성탄절에 아버지 카롤루스가 교황 레오 3세에게 로마에서 로마인의 황제로서 축성받을 때 소 카롤루스는 프랑크의 왕으로 같이 축성 세례를 받았다. 805년 교황 레오 3세가 프랑크 왕국을 방문하자, 프랑크 왕국의 대표자 자격으로 알프스산맥에 나가서 교황을 영접하여 랭스 대성당까지 동행하였다. 그해 보헤미아 공략에 파견되었다. 소 카롤루스는 보헤미아를 황폐화하고 그들의 부족장 출신 보헤미아 공작 레초(Lecho)와 슬라브 족 부족장들을 사로잡아 죽였다.

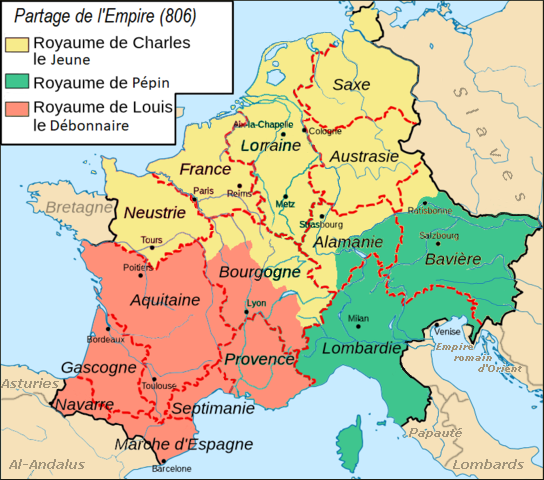
806년 2월 6일 티옹빌 칙령에서 청년 카롤루스의 영토로 지정된 지역 (노란색)

806년 그는 아버지 카롤루스의 슬라브 원정에 동행하여 누시토(Nussito 또는 네시타(Nessyta), 현재의, 작센안할트주 남부 바이센펠스)를 점령하고 소르브인 공작 밀리더흐(Miliduch)와 슬라브인 지도자 켄즈(Knez), 누시토(Nussito) 등을 사살하였다. 같은 해 2월 6일 부왕 카롤루스가 티옹빌(후일의 디덴호펜)에서 발표한 티옹빌 제국 칙령Divisio Regnorum )에서, 소 카롤루스는 루아르강 일대와 라인강 일대의 프랑코니아 지역, 엘베강 및 다뉴브 강변 일대의 제국의 동쪽 지역의 상속자로 지명되었다. 부왕 카롤루스는 소 카롤루스에게 왕궁 아헨 일대도 유산으로 지정했지만, 당시까지도 그에게는 자녀가 없었고 그의 지위는 다소 위태로울수 있었다.

### 생애 후반
806년 2월 6일 아버지 카롤루스 대제는 영토 및 왕위 계승전쟁을 피하기 위해 제국을 분할하여 카롤루스는 네우스트리아와 부르고뉴로 그의 형제 피피노는 이탈리아, 다른 동생 루트비히는 아키텐에서 각각 프랑크족의 왕으로 명시했지만, 어느 쪽이 제국 전체의 통치자가 될지는 확정하지 않았다.
808년 덴마크의 왕 고드프리가 프랑크 왕국 변경을 침공, 와그리아(Wagria)와 오브트리츠(Abodrites) 일대를 점령하자, 아버지 카롤루스가 덴마크의 고드프리를 상대할 동안, 그는 덴마크를 보복 침공하기도 했다. 810년 하렐베케(Harlebeke) 변경백 플랑드르의 리데리크 4세(Lyderic IV)가 죽자, 같은 해 그의 미망인 루시용의 이르멘가르트(Ermengarde de Roussillon)와 결혼하였으나 자녀는 없다.
청년 샤를은 데인 족과 동맹을 맺은 리노네스, 스메르딩게르 등을 공격, 황폐화시켰다. 811년 12월 소 카롤루스는 바이에른을 순찰하던 도중, 원인을 알수 없는 뇌졸중으로 갑자기 사망하였다. 일설에는 810년부터 소에게서 확산된 전염병에 걸려서 사망했다는 설이 제기되기도 한다.

### 사후
그는 적극적으로 자신의 영지 주변 브르타뉴인 반란 진압 외에도 작센족 및 동부 지방 게르만족 반란에 투입, 참여하였다. 그러나 샤를의 아버지 샤를마뉴는 그보다 오래 살았고, 그의 형제 피피노 카를로만, 곱추 피핀4세도 모두 일찍 죽고 말았다. 그리하여 왕국 전체는 결국 그의 남동생 경건왕 루트비히에게 넘어갔다.
아헨 근처에 매장되었다 하나, 매장지는 실전되어 미상이다. 그러나 소 카롤루스는 단명했고 아버지 카롤루스가 소 카롤루스보다 더 오래 살았다. 정실 부인에게는 아들이 없었고 딸만 몇 명 있었고, 아들인 롤랑(Rowland)은 사생아에 나이가 어려서 왕위 계승권을 얻지 못했다. 아버지 카롤루스는 여러 아들들이 일찍죽고 없었던 관계로 왕국은 막내 루트비히 경건왕에게 넘어갔다.
생 드니 지방 근처에서 전하던 샤를마뉴 전설과, 13세기 초의 프랑스 문학작품 샤를마뉴 대계에서 그는 아들이 아닌 딸 샤를로트(Charlot)라는 이름으로 묘사되었다.

## 가계
그의 아들을 낳은 여성은 이름을 알 수 없으며, 일설에는 이름이 율리아나(Juliana)라 하나 불분명하다.
- 할아버지 : 피핀 3세(714?/715 ~ 768)
- 할머니 : 베르타(720 ~ 783)
  - 고모 : 베르타
  - 고모부 : 밀론
    - 고종사촌 : 롤랑(Rowland, 브르타뉴 백작)
- 아버지 : 카롤루스 대제(740 혹 742-814)
- 계모 : 이멜트루다
  - 이복 형 : 곱사등이 피핀(768? - 811)
- 계모 : 데시데리아, 랑고바르트의 왕 데시데리우스의 딸
- 친모 : 히스파니아의 힐데가르트(750? ~ 783)
  - 친형 : 피핀 카를로만 또는 피피노(771~810, 이탈리아의 왕)
  - 동생 : 로타르(태어나자 마자 죽음, 루트비히 1세의 쌍둥이 형)
  - 동생 : 루트비히 1세(778-840), 신성로마황제(814-840), 동프랑크의 왕(814-840), 경건왕(자비왕)
  - 누이 : 아델라이드
  - 누이 : 베르타, 카롤루스의 궁정시인 앙겔베르트와 결혼
- 첩 : 이름 미상, 율리아나(Juliana?)
  - 서자 : 롤랑(Roland of Neustrie, 792년경-?)
    - 손자 : 고드프리(Godefrey of Neustrie, ?-?)

## 기타
일설에는 네우스트리아의 후작 로베르 르 포르가 그의 서자였다는 설도 있다.
또다른 설에는 플랑드르의 백작 아우다카르(Odacre)도 그의 서자라는 설이 있으나 불확실하다.

## 관련 자료
- Gerhard Seeliger, "Conquiste e incoronazione a imperatore di Carlomagno", cap. XII, vol. II (L'espansione islamica e la nascita dell'Europa feudale) della Storia del Mondo Medievale, pp. 358–396.
- Gerhard Seeliger, "Legislazione e governo di Carlomagno", cap. XIV, vol. II (L'espansione islamica e la nascita dell'Europa feudale) della Storia del Mondo Medievale, pp. 422–455.

## 같이 보기
- 카롤링거 왕조
- 프랑크 왕국
- 카롤루스 대제
- 루트비히 2세
- 피피노
- 피핀 3세

| 전임 카를 1세 | 네우스트리아의 왕 788년 - 811년 | 후임 루트비히 1세 |

| 전임 카를 1세 | 프랑코니아의 왕 790년 - 811년 | 후임 루트비히 1세 |

| 전임 카를 1세 | 작센의 왕 790년 - 811년 | 후임 루트비히 1세 |

| 전임 그리폰 | 메인 공작 780년 - 811년 | 후임 독일인 루트비히 |

| 전임 카를 1세 | 프랑크의 왕 =카를 1세와 공동 (800-811) 800년 - 811년 | 후임 카를 1세 |